# Faleristika

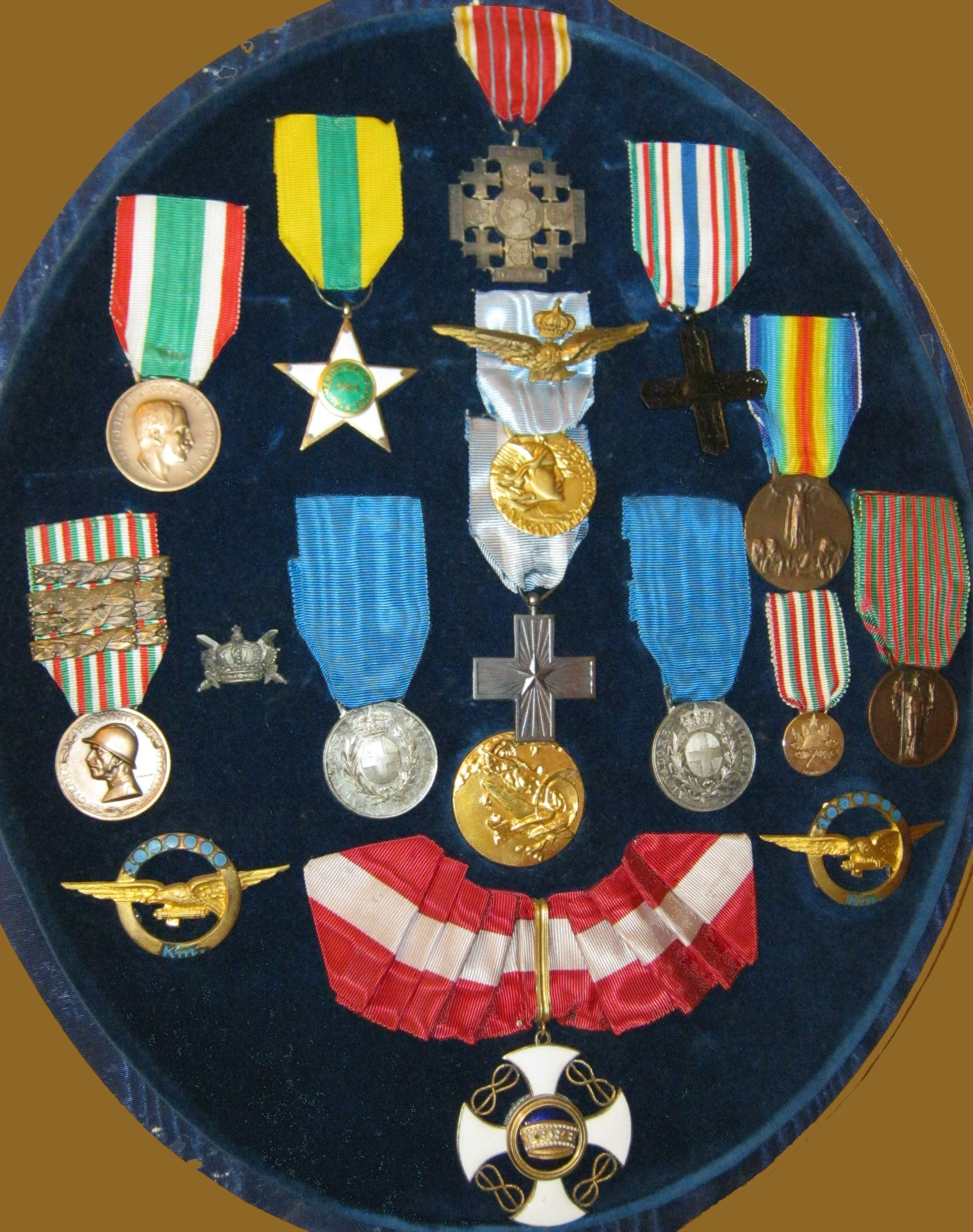
Sbírka řádů a medailí Leonida Schiona

Faleristika je pomocná věda historická, která se zabývá popisem, výkladem a historií řádů a vyznamenání. Pojednává tedy o viditelně nošených vyznamenáních, tj. o řádech, medailích a odznacích, jež byly uděleny za zásluhy jakéhokoli druhu.
Má poměrně úzký vztah k heraldice jako nauce o znacích, z níž se ve 20. století vyčlenila. Obě disciplíny mají společné kořeny v době křižáckých válek, kdy se bojující rytíři, skrytí za svou zbraní, zdobili symboly ke svému snazšímu rozlišení. Tyto symboly se staly odznaky tehdejších prvních rytířských řádů. Faleristika převzala heraldickou terminologii při popisování řádů. To se týká například zásady popisu z pohledu nositele řádu a nikoli z pohledu pozorovatele – čili pravá a levá strana se z pohledu pozorovatele udávají obráceně. Při kresbách vyznamenání se používá i heraldický způsob šrafování, který nahrazuje barvy. Heraldická zásada zřetelnosti a jednoznačné rozlišitelnosti znaků byla zachována i u starých řádů, u novějších to často neplatí. Záležitostí praktické heraldiky, tj. dodržováním jejích zásad, tvorbou a popisem znaků se kdysi zabývali příslušní královští úředníci – heroldi.
Pojem faleristika zavedl jako první kolem roku 1937 československý voják a sběratel řádů Oldřich Pilc. Výraz je odvozen ze starořeckého slova phalera (faléra), označujícího kruhovité kovové ozdoby na přilbách válečníků a slavnostních postrojích jejich koní, převzatého Římany ve tvaru phalerae (faleré) jako označení vojenských vyznamenání. Byly to kruhové medaile (bronzové, stříbrné a zlaté), s vyobrazením boha či bohyně a nošené na hrudi těchto válečníků.

## Historie řádů a vyznamenání
Ve všech dobách se lidé rádi zdobili viditelnými znaky nejen úspěchu a moci, ale také znaky zásluh a vděčností. S příslušnými symboly se lze setkat často a liší se pouze dobou, stupněm kultury a řazením hodnot. Úspěšný lovec se rád zdobil zvířecí trofejí, římský důstojník hrdě nosil věnec za statečnost v bitvě, středověký rytíř jel do boje s šátkem milované dámy a prostý voják si přinesl domů z tureckých válek „pamětní peníz“ s podobou panovníka. Člen starého rytířského řádu i účastník křížového tažení si připjali na svůj plášť kříž na znamení příslušnosti k vybrané skupině, panovník si zavázal k věrnosti své dvořany společným odznakem. A tak s vývojem času a praktickou potřebou bylo nutno odlišit členství ve skupině, řádu či spolku od prostého zviditelnění projevu díku za věrnost, statečnost či jakoukoliv zásluhu. Viditelné symboly se staly psychologickou součástí života a doprovázejí lidstvo na každém kroku.
„Faléry“ (phalerae) nebyly jediným vyznamenáním starověku. Známe také několik druhů věnců nošených kolem hlavy – latinsky se jim říkalo coronae (koroné). Mohly být vavřínové, dubové, ale také zlaté. Takzvané armillae (armilé) byly náramky, torques pak řetězy (keltského původu), nošené kolem krku. Tato vyznamenání se zachovala především na stélách, tj. kamenných náhrobcích. Známá a často reprodukovaná je stéla Marka Caelia uchovaná v muzeu v Bonnu. Zobrazuje legáta (tedy velitele či podvelitele legie) Marka Caelia s věncem, třemi řetězy, jedním nebo dvěma náramky a pěti falérami na hrudi. Nápis říká, že padl v roce 9 po Kristu v proslulé bitvě v Teutoburském lese pod velením Publia Quintilia Vara, v níž Římané utrpěli jednu ze svých největších porážek. Římané snad ještě hůře než ztrátu padlých pociťovali pohanu, kterou jim Germáni připravili ukořistěním výsostných znaků legií s orly. Vypráví se, že císař Augustus zdrceně vykřikoval: „Vare, Vare, vrať mi mé orly!“ Jednotlivé faléry byly ovšem také nalezeny při archeologických vykopávkách a jsou dnes uchovávány v řadě muzeí.
Vznik rytířských řádů v době prvních křižáckých výprav přinesl některé nové prvky. Pojem a rozsah řádů se velice rozšířil, takže mohl být organizací duchovní i světskou, druhem vyznamenání, ale také souhrnem předpisů a pravidel. Středověké rytířské řády, jež navazovaly na starší mnišské řády a řehole, se ve své činnosti řídily přesně vypracovanými stanovami, statuty – čili řádem. Byly pevnou, přísně vedenou organizací s určenými úkoly a cíli. Jejich příslušníci se oblečením a symboly lišili od ostatních osob. Vnějším označením řádu byl většinou kříž nošený na oděvu, praporci a štítu.
Obdobnou symboliku převzaly tzv. světské řády, zakládané suverénními panovníky a určené pro úzký okruh vysoké šlechty. Vnějším symbolem příslušnosti k světskému řádu byl jednotný řádový odznak nošený původně na řetězu a později z praktických důvodů na stuze.
S růstem moci státu byl panovník stále méně závislý na vysoké šlechtě, světské řády ztrácely svůj výjimečný charakter a pojem řádu se stále více přesouval na vlastní hmotný symbol – řádový odznak – jenž se stával viditelným vyjádřením pocty za vykonané služby ve prospěch panovníka a tedy i státu. Dekorovaní si nebyli již navzájem rovni, ale byli odměňováni úměrně svým zásluhám a někdy i původu, takže dostávali odstupňované odznaky. Řády se skládaly z několika tříd, odlišených velikostí a kvalitou jednotného řádového odznaku a různým způsobem jeho nošení a zavěšení. Od konce 17. století tak vznikaly již vysloveně záslužné řády. Jejich největší rozvoj spadá do 19. století, kdy se jednotlivé dynastie a státy předháněly v zakládání nových záslužných řádů. Zároveň vznikaly další dekorace – medaile, kříže a čestné odznaky, jejichž počet enormně narostl především ve 20. století v období obou světových válek.
Vznik Sovětského svazu a pozdějších tzv. socialistických států způsobil zánik mnoha klasických řádů a dekorací a naopak vyvolal vznik nových vyznamenání odlišujících se od předchozích vědomě jak formou, tak i obsahem.

## Názvosloví
Pojem „vyznamenání“ se používá i k označení všech dekorací, které nepatří mezi řády, ale jsou také odměnou za zásluhy – to znamená různé válečné, záslužné a pamětní kříže a medaile. Termín dekorace či odznak se užívá v širším smyslu jako označení vlastního předmětu vyznamenání – řádová dekorace, náprsní dekorace a podobně. Jako řád se pak označuje vyznamenání, které se dělí na třídy či stupně a podle toho je i odstupňovaně udělováno. I to však neplatí obecně, neboť původní (tzv. staré či velké) řády mají pouze jednu třídu, a naproti tomu existují i vyznamenání o více stupních. Spíše proto platí, že řád je hierarchicky vyšší a cennější (i provedením) než vyznamenání a jeho označení je dáno úředním názvem.
Rozlišujeme státní vyznamenání (založená úředně formou zákona), která se dělí na řády a dekorace, a vyznamenání spolková (založená spolky či organizacemi veřejnoprávními nebo i soukromými). Státní vyznamenání mají jistou strukturu danou zákonem, která stanovuje kromě jiného přesnou podobu vyznamenání, způsob jeho nošení, zásady propůjčování a udělování atd. Spolková vyznamenání nelze nosit na vojenském a policejním stejnokroji, v minulosti jejich nošení výjimečně v odůvodněných případech povoloval ministr národní obrany (např. Junácký kříž). Na spolkovém oblečení – skautském kroji – se státní vyznamenání musí nosit před vyznamenáními skautskými.

### Řády
Řády jsou nejvyšším druhem vyznamenání. Bývají rozčleněny na 3 až 5 tříd a za odstupňované zásluhy jsou propůjčovány řádové odznaky od nižších tříd až k nejvyšší I. třídě. Výjimečně má řád jen jednu třídu. O propůjčení řádu zpravidla, zvláště v minulosti, rozhodovala tzv. Řádová kapitula, tvořená nejvýznačnějšími nositeli řádu, čímž byl zaručen objektivní výběr nových vyznamenaných. V moderní době je častější, že řády propůjčuje hlava státu, ovšem na základě návrhu a doporučení komisí či výborů ústavních orgánů. V Junáku působí obdobně Sbor nositelů.
Řády jsou propůjčovány, tzn. že po úmrtí nositele se vracejí orgánu, který je propůjčil. To umožňuje zvýšení kvality propůjčovaných exemplářů, snížení nákladů a vytvoření tradice předávání těchto symbolů jako osobních památek.

### Dekorace
Dekorace jsou kříže, medaile a odznaky. Někdy bývají též odstupňovány, přičemž platí např. že kříž 1. stupně je vyšší než kříž 2. stupně atd. Dekorace se udílejí, tzn. že po úmrtí nositele zůstávají pozůstalým na památku. Počet udělených exemplářů se většinou neomezuje.
Kříže rozeznáváme válečné, za statečnost, záslužné a pamětní atd. Nosí se vždy na stuze. Jsou kruhového, ale i oválného tvaru. Mohou být dvoustranné, ale i jednostranné. Nelze je zaměňovat s medailemi upomínkovými a plaketami, které nemají ouško a nejsou osobně nositelné.
Odznaky jsou všechny ostatní dekorace nejrůznějšího tvaru. Mohou, ale nemusí být zavěšeny na stuze. Mají nejrůznější názvy, např. čestné, pamětní, jubilejní, služební, výkonnostní, za statečnost, záslužné, válečné. Nelze je zaměňovat s odznaky příležitostnými (sportovní, spolkové, pamětní, podnikové, upomínkové), které se nosí většinou jako klopové a vyjadřují příslušnost (nebo sympatie) k určité organizaci či instituci projevenou zakoupením odznaku. Odznak jako vyznamenání musí být udělen za něco (např. za zásluhy, za činnost nebo za účast) formou dekorování. V podobě odznaku, a to i klopového, však mohou být i miniatury ostatních vyznamenání (křížů, medailí i řádů).

### Popis vyznamenání
Faleristické názvosloví používáme k popisu jednotlivých konkrétních exemplářů vyznamenání.
- Řádový odznak – základní symbol, který se opakuje na všech řádových třídách a je pro příslušný řád charakteristický.
- Řádový řetěz – kolana – součást nejvyšší I. třídy řádu, určená pro hlavy státu. Skládá se z charakteristických článků a je na něm zavěšen řádový odznak I. třídy, nazývaný klenot. Jinak se řád zavěšuje na velkostuhu.
- Medailon – samostatný nebo středová součást kříže, hvězdy, hvězdice. Skládá se z terče a mezikruží. V terči bývá u řádů vlastní řádový odznak, v mezikruží řádové heslo, často latinské. Kruhové umístění textu v mezikruží (ale i na medaili) se nazývá opis, vodorovně psané texty se nazývají nápisy. Medailon je někdy doplněn okružím, což je kovový prstenec z krátkých paprsků, který však nelze nazvat věncem tvořeným ze stylizovaných listů, květů či ratolestí.
- Kříže – mají ramena a rozlišují se typově (např. latinský, řecký, liliový, ondřejský, maltézský, tlapatý, hákový atd.) Ramena křížů mohou mít hroty (ostré, zakulacené, s kuličkou, rozeklané atd.). Mezi rameny mohou být paprsky lilie, lvi, orli. Na střed kříže může být položen medailon (viz výše). Kříž může být podložen věncem.
- Hvězda – zásadně se nenosí na stuze, ale je pomocí příchytek, jehlicí či šroubovou maticí upevněna na prsou nositele. Většinou je součástí vyšších tříd řádů. Rozlišuje se u nich počet cípů, za hrot se považuje jen vlastní špička cípu. Je-li cíp hvězdy tvořen svazkem paprsků, nazývá se paprskovou hvězdou. Paprsky se dělí na ploché, perlené, briliantizující, plamenné, rozeklané, šípové apod. Paprsky, které oddělují cípy, nazýváme mezipaprsky. Tzv. křížové hvězdy mají za základ řádový odznak v podobě kříže doplněný paprsky.
- Hvězdice – nosí se zásadně na stuze. Mohou být buď několikadílné nebo několikacípé (např. pětidílná, osmicípá). Díly jsou dvouhroté nebo tříhroté a většinou se navzájem na středovém hrotu nedotýkají. Cípy mají vždy jeden hrot.

Při popisu povrchu vyznamenání, která jsou vyrobena z kovu a smaltovaná či barvená, se užívá následujících charakteristik:
- Lemování – plošné, vnitřní.
- Rámování – plošné, vždy vnější, souvislá kovová konstrukce.
- Fasetování – převýšené rámování kovem, vnější.
- Vroubení – převýšené vroubkované rámování kovem (popisuje se vždy zevnitř k okraji vyznamenání).

### Stuhy
Stuhy jsou důležitou součástí každého vyznamenání, protože jej charakterizují a často nahrazují. Nesmějí být v určitém státním a někdy i teritoriálním okruhu zaměnitelné. Posloupnost barev se popisuje heraldicky zprava doleva číselným poměrem v milimetrech, např. červeno-bílo-modro-bílo-červená stuha v poměru 2:15:4:15:2 (Řád TGM IV. třídy). Pruhy užší než 1 mm se označují za průsvitky, na okraji za lem.
- Velkostuha (šerpa) – průměrně 10 cm široká, nosí se šikmo přes rameno k protilehlému boku, v místě, kde je sešitá, je připevněn klenot. Sešití překrývá mašle nebo roseta. Je určena pro I. třídu.
- Náhrdelní stuha – široká kolem 5 cm, nosí se kolem krku. Řád je zavěšen prostřednictvím svislé spony. Užívá se pro II. a III. třídu (původně i pro I. třídu).
- Náprsní stuha – široká kolem 3 cm. Rozlišuje se několik druhů: průvlečná, trojúhelníková, pentagon, obloučková, ráhnová, rámečková, se zavěšenou sponou, motýlová (pro ženy).
- Stužka – náhradní, většinou vysoká 1 cm, široká jako náprsní. Nosí se na stejnokroji nad levou kapsou.
- Zvláštním typem podle umístění je britský podvazkový řád, nošený na stehně (podvazku).

Stuhy náprsní a stužky se doplňují kovovými štítky se jmény bitev či tažení, s čísly, ratolestmi, hvězdičkami. Stuhy se k vlastnímu vyznamenání připevňují oušky, kroužky a sponami. Ouško může být kolmé, kulové, obdélníkové atd. Řádové odznaky i dekorace mohou být převýšeny, nejčastěji korunou, meči a ratolestmi. Stuhy se k oblečení přichycují jehlicemi, které mohou být vodorovné, svislé, pevné, sklopné, pérové, zapichovací, připínací a zasouvací, případně ještě se zajištěním.

### Miniatury
Miniatury vyznamenání se užívají na večerním či občanském oděvu, stejně jako rosety v klopové dírce, kterou se též mohou protáhnout zúžené stuhy vyznamenání (max. 8 mm široké).